# Brassai Szilvaja
Brassai Szilvaja es una variedad cultivar de ciruelo (Prunus domestica), de las denominadas ciruelas europeas.
Una variedad de ciruela antigua que fue descubierta en (Hungría).
Las frutas de un tamaño medio redondeado, color de la gruesa piel negro azulado con puntos marrones, cubierta con una fina capa de pruina azul, y su pulpa de color amarillo verdoso oscuro, textura firme, ligeramente jugosa, con un sabor subácido a ligeramente dulce.

## Historia
'Brassai Szilvaja' variedad de ciruela antigua de Hungría.
'Brassai Szilvaja' está cultivada en la National Fruit Collection (Colección Nacional de Fruta) de Reino Unido, con el número de accesión: 1948 - 444 y nombre de accesión : Brassai Szilvaja. Recibido por "The National Fruit Trials" (Probatorio Nacional de Frutas) en 1948 de ejemplar procedente de la Universidad de Agricultura, Budapest, (Hungría).

## Características
'Brassai Szilvaja' árbol que tiene un fuerte crecimiento y su copa tiene un sistema de ramas aireado. Es una raza resistente a diversas condiciones climáticas, y resistente a las enfermedades, que se puede cultivar con éxito en la mayor parte de Hungría, de donde procede. Produce cosecha regularmente. Tiene un tiempo de floración que comienza a partir del 16 de abril con el 10% de floración, para el 20 de abril tiene una floración completa (80%), y para el 2 de mayo tiene un 90% de caída de pétalos.
'Brassai Szilvaja' tiene una talla de tamaño medio, de forma  regular redondeada, siendo la sutura visible, con peso promedio de 24.10 g;epidermis tiene una piel gruesa, que se separa fácilmente de la pulpa, siendo el color de la piel negro azulado con puntos marrones, cubierta con una fina capa de pruina azul; Pedúnculo de longitud corto, y anchura bastante grueso (promedio 10.94 mm), engrosado en su parte alta, muy adherente a la carne, situado en cavidad peduncular bastante profunda; pulpa de color amarillo verdoso oscuro, textura firme, ligeramente jugosa, con un sabor subácido a ligeramente dulce.
Hueso semi libre, pequeño, elíptico redondeado, surcos discontinuos, polo pistilar muy amplio, superficie escabrosa con frecuentes orificios junto al borde dorsal.
Madura de manera desigual, su tiempo de recogida de cosecha se inicia en su maduración de principios a mediados de septiembre. Su característica ventajosa es que su fruto apenas cae. Debido a su piel gruesa, se puede almacenar bien incluso después de la recolección.

## Cultivo
La variedad 'Brassai Szilvaja' es utilizada como ciruela de postre, pero mejor como ciruela de cocina. La floración es medianamente temprana y es autoestéril por lo que necesita una variedad donante de polen para poder cuajar una cosecha, entre estas se encuentran 'Andrierez', 'Angelina Burdett', 'Anna Späth', 'Blue Tit', 'Laxton's Cropper' . . . entre otras.